# Valcolla
Valcolla es una comuna suiza del cantón del Tesino, situada en el distrito de Lugano, círculo de Sonvico. Limita al noreste con un exclave de la comuna de Ponte Capriasca y la comuna de Cavargna (IT-CO), al este con Bogno y Certara, al sur con Cimadera, al suroeste con Sonvico, y al oeste y noroeste con Capriasca.

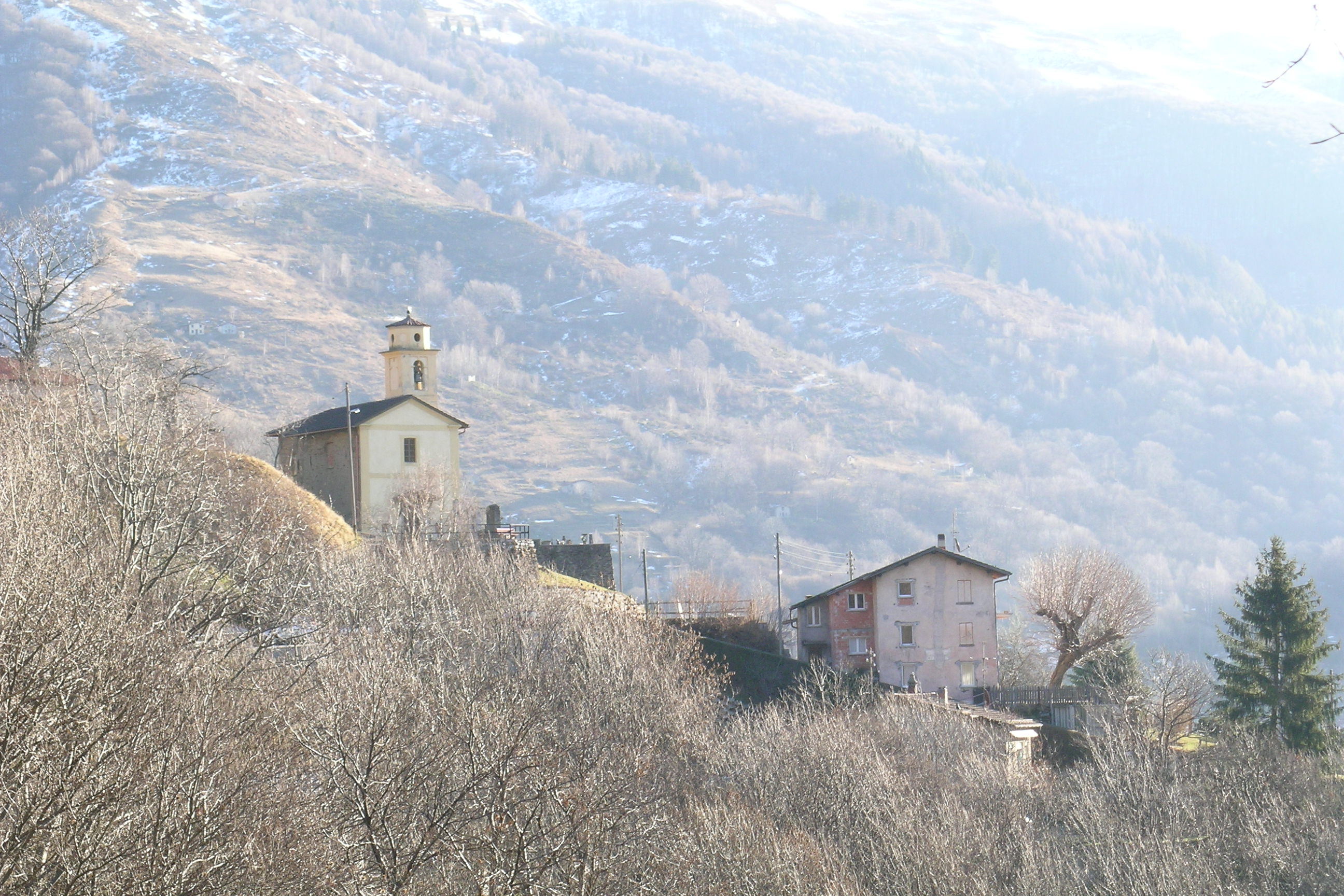
Vista de Signôra, una localidad de Valcolla.